# Verratene Freunde
Verratene Freunde ist ein deutsches Filmdrama von Stefan Krohmer aus dem Jahr 2013.

## Handlung
Unternehmer Peter Staude hat Schulleiter Andreas Rogel, langjähriger Freund seiner Ehefrau Christa, sowie dessen Frau Heike zum Essen eingeladen. Heike, die als Ärztin arbeitet, und Peter haben seit einem halben Jahr eine heimliche Affäre und Christa ahnt, dass ihr Mann fremdgeht. Sie wirft Peter dies beim Essen vor und begibt sich auf ihr Zimmer. Heike und Andreas ist die Situation peinlich und Andreas will den Grund für Christas Verhalten herausfinden. Sie berichtet ihm, dass Peter, der als großer Wohltäter im Bereich Behindertenförderung gilt, in Wirklichkeit die Familienvilla mit Spendengeldern finanziert hat, die eigentlich für den Bau eines Förderzentrums gedacht waren. Andreas überzeugt sich in den Unterlagen, dass Christas Anschuldigungen stimmen. Er will Peter zur Rede stellen, doch versucht Heike, ihn davon abzuhalten. Bei einer Veranstaltung, bei der Peters Engagement gefeiert wird, kann Andreas mit Peter sprechen, doch streitet der alles ab. Er stellt Andreas der attraktiven Simone vor und lässt ihn stehen. Christa wiederum entscheidet sich kurz darauf, aus der gemeinsamen Villa auszuziehen.
Andreas erhält in der Schule überraschenden Besuch von Journalist Peck, der bereits auf der Veranstaltung war. Er ahnt, dass Peter keine saubere Weste hat und vermutet Spendengelderveruntreuung, was Andreas ihm bestätigt. Kurz darauf erhält Peter eine Anfrage, für welche Summe er damals seinem Förderverein das Grundstück abgekauft hat, auf dem er kurz darauf seine Villa baute. Peter hatte es unter Marktwert erhalten und ahnt sofort, dass Andreas dem Journalisten Hinweise gegeben hat. Als kurz darauf ein Enthüllungsartikel zu Peter in der Zeitung erscheint, trennt sich Heike von Andreas und eröffnet ihm, dass sie eine Affäre mit Peter hat. Sie zieht zu Peter, der wiederum Andreas vernichten will. Er lanciert einen Artikel in der Zeitung, der offenlegt, dass Heike Andreas für Peter verlassen hat, und so Andreas’ Handeln als reine Rache erscheinen lässt. Andreas erhält so große Probleme in der Schule, da der Artikel im ganzen Gebäude ausgehängt wird und die Kollegen ihrem Chef nun argwöhnisch gegenüberstehen. Er erhält zudem einen Besuch von Simone, die er auf der Feier attraktiv fand und die einen behinderten Sohn hat. Er hat durch Peters Engagement eine Perspektive erhalten und Simone macht Andreas klar, wie sehr sie ihn verachtet.
Andreas nimmt Kontakt zu Peck auf und beschwert sich über die augenscheinliche Offenlegung seiner Identität. Peck beruhigt ihn, liegen doch gegen Peter viel größere Dinge vor als „nur“ das Haus auf Spendenkosten. Peters Firma ist bankrott, nimmt jedoch Großprojekte an, um die Fördergelder zu kassieren. Die Projekte wiederum werden nie realisiert werden. Er deutet an, dass in Kürze eine Hausdurchsuchung bei Peter stattfinden wird. Andreas warnt Peter und will ihn vor allem dazu bringen, ihm die Akten von Simone zu übergeben, damit sie nicht in den Fall hineingezogen wird. Kurz darauf werden Peters Geschäftsräume durchsucht und er erleidet einen Schwächeanfall. Im Krankenhaus plant er bereits ein pompöses Abendessen mit Größen aus Politik und Wirtschaft, um sein Image wiederherzustellen. Vor Heike gibt er vor, dass eigentlich nichts sei, plant einen Urlaub im Süden und schenkt ihr teuren Schmuck. Zum Abendessen erscheinen am Ende nur Christa, Heike, Andreas sowie Simone und ihr Sohn Moritz. Alle anderen Gäste haben abgesagt. Beim Essen holt Peter die Ordner von Simone hervor, die er nach Andreas’ Warnung beiseitegeschafft hat. Simone ist die Situation unangenehm, während Heike eifersüchtig reagiert. Die angespannte Situation wird von einem Türklingeln unterbrochen: Peter wird von der Polizei festgenommen. Nur Moritz versucht, den Polizeiwagen aufzuhalten. Simone geht los, um Moritz zu suchen. Auf ihre Frage hin begleitet Andreas sie.

## Produktionsnotizen
Verratene Freunde wurde in Stuttgart und Leonberg gedreht und am 15. März 2013 auf arte erstausgestrahlt. Am 20. März 2013 lief der Film zudem im Rahmen der ARD-Reihe Filmmittwoch im Ersten. Der Film wurde dabei von 3,57 Millionen Zuschauern gesehen, was einem Marktanteil von 11,3 Prozent entspricht.
Die Audiodeskription des Films wurde von Uta Maria Torp gesprochen und 2014 für den deutschen Hörfilmpreis in der Kategorie Fernsehen nominiert.

## Kritik
Für den film-dienst war Verratene Freunde ein „(Fernseh-)Drama mit hochkarätig besetzten Hauptrollen, das gutbürgerliche Befindlichkeiten hinterfragt und in gesellschaftliche Abgründe blicken lässt.“
Die TV Spielfilm befand, der Film sei eine „emotionale Reise um Beziehung, Betrug und Denunziation. Hervorragend geschrieben und inszeniert“. und  dass der Film das „Prädikat: besonders wertvoll!“ verdient habe.